# Doumbé FC
Der Doumbé Football Club de Mango, auch bekannt als Doumbé Football Club, ist ein togoischer Fußballverein aus Sansanné-Mango. Aktuell, Stand Oktober 2024, spielt der Verein in der ersten Liga.

## Geschichte
Der Verein hatte Mitte der 80er Jahre seine größten Erfolge. 1987 gewann man überraschend die Meisterschaft und konnte sich 1988 für den Champions Cup qualifizieren. Dort unterlag man aber in der ersten Spielrunde den Verein aus Kamerun Tonnerre Yaoundé. 1996 gewann man den Coupe du Togo.

## Erfolge
- Togoischer Meister: 1987
- Togoischer Pokalsieger: 1996

## Stadion
Der Verein trägt seine Heimspiele im Stade Municipal Sansanne Mango in Sansanné-Mango aus. Das Stadion hat ein Fassungsvermögen von 1500 Personen.

## Statistik in den CAF-Wettbewerben
| Wettbewerb                          | Runde    | Gegner           | Hinspiel | Rückspiel |  |
| ----------------------------------- | -------- | ---------------- | -------- | --------- |  |
|                                     |          |                  |          |           |  |
| African Cup of Champions Clubs 1988 | 1. Runde | Tonnerre Yaoundé | 0:1 (H)  | 0:1 (A)   |  |